# Dedan Kimathi
Dedan Kimathi, nato Kimathi wa Waciuri (Contea di Nyeri, 31 ottobre 1920 – Nairobi, 18 febbraio 1957), è stato un rivoluzionario keniano.
Leader dei Mau-Mau, condusse una lotta militare armata, nota come la rivolta dei Mau-Mau, contro il governo coloniale britannico in Kenya nel 1950. La sua cattura e la sua esecuzione nel 1957 portarono alla sconfitta finale della rivolta da parte del governo coloniale britannico.
Personaggio molto controverso, Kimathi è stato oggetto di un'intensa propaganda negativa da parte del governo britannico, che lo ha giudicato come un terrorista, e positiva dai nazionalisti kenioti, che lo hanno sempre considerato come una figura eroica della ribellione Mau Mau.
Nonostante sia stato visto con disprezzo sia da parte del regime di Jomo Kenyatta che dai governi successivi, Kimathi ed i suoi compagni ribelli Mau Mau sono ora ufficialmente riconosciuti da parte del governo keniano come “eroi” che hanno lottato per l'indipendenza del Kenya.
In suo onore è stato dato nome ad una famosa strada di Nairobi e nella stessa strada, in occasione dell'anniversario della sua morte, è stata eretta una statua di bronzo raffigurante Kimathi come un valoroso combattente per la libertà. Nella statua Dedan Kimathi tiene un fucile con la mano destra e con l'altra un pugnale, che rappresenta l'ultima arma che aveva usato nella lotta prima di essere catturato.

## Biografia

### Gioventù
Kimathi nacque a Thegenge Village Têtu, nel Distretto di Nyeri. Suo padre aveva tre mogli, ma morì prima che Kimathi nascesse. Kimathi venne quindi cresciuto dalla madre, Waibuthi. Aveva due fratelli, Wambararia e Wagura, e due sorelle. All'età di quindici anni andò ad una scuola elementare locale, Karunaini, dove perfezionò la sua conoscenza della lingua inglese. In seguito avrebbe usato le competenze linguistiche acquisite per fare propaganda scritta prima e durante la rivolta Mau Mau. Era membro del Debate Club della sua scuola e mostrò anche una spiccata abilità nella poesia. Si iscrisse poi alla scuola superiore Tumutumu CMS. 
Kimathi tuttavia era restio a qualsiasi tipo di disciplina o tentativo di controllo, ed era di conseguenza sempre in difficoltà con i suoi insegnanti. Come risultato della mancanza di costanza, non fu infatti mai in grado di sfruttare il suo potenziale che lo avrebbe potuto portare ad avere una carriera accademica brillante.
Nel 1940 Kimathi venne arruolato nell'esercito britannico. Tuttavia venne congedato dopo appena un mese per ubriachezza e violenze continue contro le altre reclute. Iniziò poi a passare da un lavoro all'altro, da guardiano di porci ad insegnante di scuola elementare, ma anche in quest'ultimo caso venne allontanato dalla scuola dopo le accuse di violenza ricevute da alcuni dei suoi allievi.

### Il movimento Mau Mau
La trasformazione di una rete di attivisti militanti in un movimento rivoluzionario conosciuto come Mau Mau avvenne, da parte di Kimathi, attraverso un processo di sperimentazione e di adattamento all'ambiente esterno. Nel 1947 o nell'anno successivo, mentre lavorava ad Ol Kalou, Kimathi entrò in stretto contatto con i membri dell'Unione Africana del Kenya. Già prima del 1950 era divenuto segretario alla filiale del Thomson's Fall's dell'KAU ad Ol Kalou, che era controllata dai sostenitori militanti della causa Mau Mau. Il movimento Mau Mau nacque come Esercito della Terra e Libertà, da parte di militanti della tribù dei Kikuyu che reclamavano la loro terra ai coloni britannici, dai quali ne erano stati secondo loro depredati. Siccome l'influenza del gruppo ed il numero di affiliazioni al movimento aumentarono, i Mau Mau divennero una grave minaccia per i colonialisti, ben oltre quella portata anni prima dal Kikuyu Central Association (KCA). La paura di venire scoperti era enfatizzata dai rappresentanti Mau Mau.
Dopo aver fatto il giuramento con i Mau Mau, nel 1951 entrò a far parte del Gruppo Quaranta, che era l'ala militante del defunto KCA. Come responsabile del settore, Kimathi presiedeva ad ogni giuramento. Questo passo venne simboleggiato dall'introduzione del giuramento Batuni. Egli credeva fortemente di convincere i Kikuyu a portare solidarietà al movimento di indipendenza grazie all'introduzione di questo giuramento. Per raggiungere questo obiettivo, somministrava pestaggi ed era solito portare con sé un fucile a doppia canna. Le sue attività con il gruppo fecero di lui un obiettivo del governo coloniale; venne arrestato dagli inglesi quello stesso anno, ma fuggì dopo poco tempo grazie all'aiuto della polizia locale. Questo segnò l'inizio della sua violenta rivolta. Nel 1953 formò il Consiglio di difesa del Kenya per coordinare tutti i combattenti delle foreste. Kimathi diventò infatti uno dei primi Kikuyu a nascondersi in una foresta per sfuggire all'arresto.

### Cattura e procedimento giudiziario
Nel 1956, il 21 ottobre, esattamente quattro anni dal giorno dell'inizio della rivolta, Kimathi venne arrestato nella foresta di Nyeri da un gruppo guidato da Ian Henderson, ma comprendente anche Ndirangu e Njogu; Dedan Kimathi non poteva credere che i suoi fratelli africani per i quali stava lottando avrebbero contribuito alla sua cattura sparandogli addosso. Sul luogo dove venne colpito c'è ora un monumento di pietra che recita: "Nato il 31 ottobre 1920, morto il 18 febbraio 1957. Preferisco morire in piedi che vivere in ginocchio per paura del dominio coloniale. Dedan Kimathi Waciuri". Wangari Mathai, l'ex vicepresidente Kalonzo Musyoka e l'ex primo ministro Raila Odinga, come molti altri leader politici keniani, hanno piantato alberi in onore di Kimathi intorno al luogo dell'esecuzione. La sua cattura segnò la fine della guerra nelle foreste. Dedan Kimathi venne accusato di due reati: possesso illegale di armi da fuoco e di munizioni. Il processo di Dedan Kimathi venne effettuato quando non aveva ancora pienamente recuperato, ma fu affermato che egli era clinicamente guarito. Venne condannato all'impiccagione da un tribunale presieduto da Justice O'Connor e da una giuria di keniani, processo che ebbe luogo mentre era ancora in un letto d'ospedale al Policlinico di Nyeri. Nella mattina del 18 febbraio 1957 fu giustiziato dal governo coloniale. L'impiccagione avvenne presso la prigione di massima sicurezza di Kamiti. Fu sepolto in una tomba anonima e il suo luogo di sepoltura rimane tutt'oggi sconosciuto.

## Eredità
In Kenya Kimathi è oggi visto come un eroe nazionale grazie al fatto di essere stato un leader della rivoluzione Mau Mau. Il governo del Kenya ha eretto nel centro della città di Nairobi, su un basamento di grafite, una statua in bronzo dedicata "al combattente per la libertà Dedan Kimathi".
Questa celebrazione ufficiale dei Mau Mau è in netto contrasto con la consuetudine post-coloniale di tutti i precedenti governi del Kenya, che avevano sempre considerato i Mau Mau come dei terroristi. Tale inversione di tendenza ha avuto tantissimi elogi da parte dei cittadini keniani, felici per il riconoscimento atteso da tempo per i Mau Mau per la loro parte nella lotta per l'indipendenza. Dedan Kimathi è stato anche ammirato da Nelson Mandela, che ha affermato di aver sentito parlare di lui fin da quando entrò nell'ANC nel 1950. Infine lo stadio di Nyeri, precedentemente noto come "Kamukunji Grounds", è stato recentemente ribattezzato "Dedan Kimathi" in suo onore.

## Famiglia
Kimathi era sposato con Mukami Kimathi. Ebbero 2 figli, Wachiuri e Maina, e 2 figlie, Nyawira e Wanjugu. Nel 2010 la vedova di Kimathi chiese che la ricerca del corpo del marito riprendesse in modo da poter dare a Kimathi una degna sepoltura.